# الدوري البرازيلي الدرجة الثانية 1972
الدوري البرازيلي الدرجة الثانية 1972 هو الموسم 2 من الدوري البرازيلي الدرجة الثانية. أشرف على تنظيمه اتحاد البرازيل لكرة القدم، وكان عدد الأندية المشاركة فيه 23، وفاز فيه نادي سامبايو كوريا.